# 冯径生
冯径生（1955年—），男，广东开平人，中国电影录音师，珠江电影制片公司录音师，中国电影金鸡奖最佳录音。